# Linia kolejowa Gryfice Wąskotorowe – Stepnica
Linia kolejowa Gryfice Wąskotorowe – Stepnica – linia kolejowa łącząca Gryfice i Stepnicę. Ruch odbywa się wyłącznie na odcinku Gryfice Wąskotorowe – Popiele, reszta linii jest nieprzejezdna lub rozebrana.